# Bravo (chaîne de télévision britannique)
Pour les articles homonymes, voir Bravo.
Bravo était une chaîne de télévision britannique, appartenant au groupe Living TV une filiale de la société British Sky Broadcasting, diffusée entre 1985 et jusqu'à sa disparition le 1er janvier 2011.